# مانويل روميرو
مانويل روميو (بالإسبانية: Manuel Romero)‏ هو مخرج أفلام وكاتب سيناريو وكاتب مسرحي ومؤفلم موسيقى أرجنتيني سابق، ولد في 21 سبتمبر عام 1891 م، وتُوفي في 3 أكتوبر عام 1954 م. يعتبر مانويل روميرو واحدا من أكثر المخرجين تأثيرا في تاريخ السينما الأرجنتينية. وقد أخرج مانويل وكتب أكثر الأفلام الأرجنتينية بين عامي 1931 م و1951 م، كما ألف الموسيقى لعدة أفلام منها.
كان روميرو رائدا في مجال العرض المتنوع. كذلك، فقد كان من كتاب التانغو الغنائيين الذي وصلوا إلى نجاحٍ منقطع النظير. ومما هو جدير بالذكر أنه عمل في الصحافة وهو في سن المراهقة.
وقد كانت مسرحيته الأولى "Teatro breve" أو المسرح القصير" من عام 1919 م، وبالتعاون مع إفو بيلاي.

## أفلامه
- النساء اللواتي يعملن

## وصلات خارجية
- مانويل روميرو على موقع IMDb (الإنجليزية)
- مانويل روميرو على موقع ألو سيني (الفرنسية)
- مانويل روميرو على موقع ميوزك برينز (الإنجليزية)
- مانويل روميرو على موقع أول موفي (الإنجليزية)
- مانويل روميرو على موقع قاعدة بيانات الأفلام السويدية (السويدية)
- مانويل روميرو على موقع قاعدة بيانات الفيلم (الإنجليزية)
- مانويل روميرو على موقع كينوبويسك (الروسية)

- Manuel Romero في قاعدة بيانات الأفلام على الإنترنت
- مانويل روميرو على موقع فايند أغريف